# Type 092
Het Type 092 of Type 09II (NAVO-codenaam: Xiaklasse) is een klasse kernonderzeeërs met ballistische raketten van de Chinese marine. In feite een verlengde Type 091 was het China's tweede klasse kernonderzeeërs, en de eerste met ballistische raketten. Het eerste exemplaar was in 1981 klaar en werd in 1983 in dienst genomen bij de zeevloot-Noord. Een tweede zou een jaar later klaar zijn geweest maar in 1985 verongelukt zijn, maar hierover is weinig bekend.
De eerste onderzeeboot werd daarop gebruikt als testplatform voor onder water gelanceerde raketten. Problemen met het vuurleidingsysteem zorgden ervoor dat pas in 1988 een JL-1-langeafstandsraket met succes werd gelanceerd. China werd daarmee de vijfde mogendheid met strategische vanuit onderzeeërs gelanceerde kernraketten. Het werd daarop meermaals verbouwd en uitgerust met een Frans sonardetectiesysteem, de verbeterde JL-1A-raket en mogelijk systemen om het stiller te maken.
Desondanks bleef het een verouderd, lawaaierig schip dat nooit ver van China heeft gevaren en meer tijd aan de kade doorbracht dan op zee. De ontwikkeling van het verbeterde Type 094 begon al eind jaren 1980 en was in 2004 gereed.